# Знаменка (Правдинський район)
Зна́менка (рос. Знаменка), до 1947 року — Клінтенен (нім. Klinthenen) — селище в Правдинському районі Калінінградської області Російської Федерації. Входить до складу Желєзнодорожного міського поселення.